# Битва при Куновице
Битва при Куновице — сражение, состоявшееся 2 или 5 января 1444 года между Османской империей и венгро-польско-сербским альянсом у горы Куновица между Нишем и Пиротом (ныне — Сербия).

## Битва
После поражения в битве при Златице 24 декабря 1443 года христианская армия начала отступление  на территорию Сербии. Османские войска следовали за ними через реки Искар и Нишава, а на перевале Куновица (Сува-Планина) атаковали (по некоторым данным, из засады) арьергард отступающих армий, состоявший из отрядов сербского деспота Георгия Бранковича. 
Битва состоялась ночью, при полной луне. Янош Хуньяди и Владислав III, уже преодолевшие перевал, оставили свои обозы под охраной пехоты и атаковали османские силы у реки на восточной стороне горы Куновица. Османы были разгромлены, и многие османские командиры, в том числе Махмуд Челеби из рода Чандарлы (в некоторых ранних источниках упоминается как Карамбег), попали в плен.
Османское поражение в битве при Куновице и пленение Махмуд-бея, зятя султана, создали впечатление общей победоносной кампании. Согласно некоторым источникам, Скандербег участвовал в этой битве на османской стороне и покинул лагерь османов по ходу сражения.

## Последствия
Через четыре дня после битвы христианская коалиция достигла Прокупля. Бранкович предложил Владиславу III и Хуньяди остаться в сербских крепостях на зиму и продолжить кампанию против османов весной, но те отклонили предложение и двинулись домой ради триумфа. К концу января 1444 года войска Владислава и Хуньяди достигли Белграда, а в феврале они прибыли в Буду, где их приветствовали как героев. В 1444 году посланники христианских королей были отправлены в Адрианополь и организовали подписание десятилетнего мирного договора, известного как Сегедский мир.
Современные османские источники винят в поражении при Куновице соперничество между командирами Касим-пашой и Тураханом, в то время как другие утверждают, что сербский деспот Бранкович подкупил Турахана, чтобы тот уклонился от участия в битве. В результате Турахан был заточен султаном в тюрьму в Токате.